# Lattanzio Placido
Lattanzio Placido (in latino Lactantius Placidus; 350 d.C. circa – 400 d.C. circa) è stato un grammatico romano del IV secolo.

## Biografia
Vissuto probabilmente tra 350 e 400 d.C., non riusciamo a dirne altro.

## Opere
Il nome di questo oscuro grammatico è legato al commento alla Tebaide ed al primo libro della Achilleide di Stazio. Il commento presenta una struttura ben organizzata
Alcuni autori gli attribuiscono anche un lavoro anonimo intitolato Narrationes fabularum quae in Ovidii Metamorphoses attribuito genericamente ad un Lattanzio, anche se Franz Bretzigheimer argomentò contro questa tesi, basandosi sul fatto che il commentatore di Stazio non mostra atteggiamenti cristiani che si notano, invece, nelle Narrazioni.